# قانون الهی
قانون الهی (انگلیسی: Divine law)، هر نوعی از قانون است که از منبع تنزیه نشأت می‌گیرد، مانند اراده الهی یا الوهیت در مقابل قانون ساخت بشر یا قانون. به گفته آنجلوس چانیوتیس و رودولف پیترز، قوانین الهی معمولاً برتر از قوانین ساخته شده توسط انسان تلقی می‌شوند، گاهی به دلیل این فرض که منبع آنها منابعی فراتر از دانش بشری و عقل انسانی دارد، معتقدان به قوانین الهی ممکن است آنها را اقتدار بزرگتر از قوانین دیگر بدانند، برای به عنوان مثال با فرض اینکه قانون الهی توسط مقام‌های انسانی قابل تغییر نیست.